# 837
Năm 837 là một năm trong lịch Julius.